# اسکایلر گری
هالی بروک هافرمن (به انگلیسی: Holly Brook Hafermann) (زاده ۲۳ فوریه ۱۹۸۶) که بیشتر با نام هنری اسکایلر گری (به انگلیسی: Skylar Grey) شناخته می‌شود، خواننده، آهنگساز و ترانه‌سرای اهل ویسکانسین آمریکا است. او با امینم همکاری زیادی داشته است. وی در سال ۲۰۱۰ متن ترانه های معروف دروغ گفتنت را دوست دارم را نوشت.
اسکایلر گری بیشتر به عنوان یک خواننده مهمان در ترانه های ماندگار مشهور است
تاکنون سه آلبوم استودیویی از وی به نام‌های مثل خون، مثل عسل و به پایین نگاه نکن و علل طبیعی منتشر شده است.
در سال ۲۰۱۰، گری با نوشتن آهنگ محبوب امینم و ریانا ، دروغ گفتنت را دوست دارم، با امینم و تهیه کننده رکورد انگلیسی الکس دا کید ، که بعداً گری را به عنوان برچسب Kersinakorner، با نام انیتراسکوپ رکوردز امضا کرد، نوشت. دومین آلبوم گری، به پایین نگاه نکن در ژوئیه ۲۰۱۳ منتشر شد. این آلبوم به ۱۰ آهنگ برتر ایالات متحده رسید و چهار تک آهنگ داشت. سومین آلبوم استودیویی گری، با نام علل طبیعی در سپتامبر ۲۰۱۶ منتشر شد.